# Movimiento Patriótico Revolucionario Quebracho
El MPR Quebracho (Movimiento Patriótico Revolucionario Quebracho), conocido simplemente como Quebracho, es un movimiento político y agrupación argentina. Fue formado el 31 de agosto de 1996, a partir de un acuerdo entre diversas organizaciones populares de diversas tendencias ideológicas, que van desde el peronismo de izquierda hasta el marxismo, que decidieron unirse en una sola. Con anterioridad, la referencia política «Quebracho» era conocida por la sociedad a partir del accionar del Movimiento Popular de Unidad-Quebracho, creado en 1993, con fuerte presencia en el frente estudiantil en las localidades de La Plata (provincia de Buenos Aires), Córdoba (provincia de Córdoba) y Posadas (provincia de Misiones).
El secretario político del movimiento, Fernando Esteche, señaló que la organización reúne a antiguos miembros de las organizaciones guerrilleras setentistas Montoneros y PRT-ERP, así como también a partidarios de corrientes trotskistas o marxistas-leninistas no armadas. 
Actualmente, Fernando Esteche se encuentra bajo libertad condicional tras haber pasado —junto al ya fallecido Raúl Boli Lescano, también secretario político— largo tiempo preso por romper el acceso a una sede del partido político del por entonces candidato a presidente Jorge Sobisch y causar destrozos en su interior, durante una manifestación en repudio del asesinato del maestro Carlos Fuentealba, perpetrado por la policía el 5 de abril de 2007 en Arroyito (Neuquén).

## Ideología

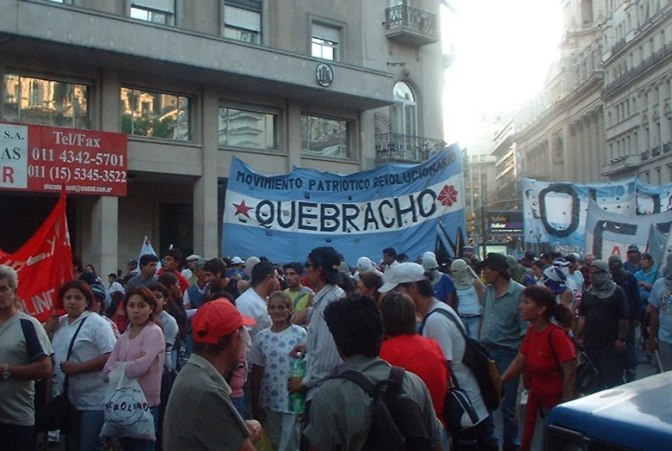
Bandera y militantes de la agrupación en acto a cuatro años del cacerolazo.

Según sus propias palabras, Quebracho prefiere no definirse en una ideología en particular, sino más bien a través de un conjunto de tendencias y corrientes políticas que abarcan desde la izquierda revolucionaria hasta el nacionalismo revolucionario que ellos designan como «patriotismo revolucionario».

Somos patriotas revolucionarios....El concepto de «patria» es más amplio que el concepto de «nación», es superior a él. Latinoamérica es un ejemplo de ello. Las diferentes naciones que la componen son el resultado de la división imperialista de una sola patria, aquella por la que lucharon los grandes libertadores como San Martín y Bolívar, la misma por la que dieron su vida en combate José Martí y el Che Guevara. Pero darle al concepto del patriotismo su debida jerarquía no significa menospreciar lo nacional. En primer lugar somos patriotas y nuestra lucha está concebida en el marco de la lucha libertadora latinoamericana, pero dentro de esta lucha lo nacional tiene un lugar prominente e imprescindible.
Fernando Esteche[cita requerida]

Entre sus materiales de lectura figura escritos de
Simón Bolívar,
Fidel Castro,
John William Cooke,
Che Guevara,
J. J. Hernández Arregui,
Lenin,
Karl Marx,
Mariano Moreno,
Mario Roberto Santucho,
Rodolfo Walsh, etc.

Durante toda su existencia esta organización ha mantenido una linea de conducta de contradicción con su discurso, hecho común en la vida política argentina, donde lo contrario ha devenido monstruosamente normal. Esta flaqueza moral ha despertado una virulenta hostilidad por parte del conjunto de la sociedad, concretada en una suerte de demonización permanente heredera de otras demonizaciones: la que desplego la vieja oligarquía argentina antes de la Segunda Guerra Mundial contra anarquistas y comunistas, la instalada por los militares en 1976 contra los «subversivos», reinstalada de manera más sutil (taimada) por los demócratas coloniales después de 1983 bajo el aspecto de la Teoría de los Dos Demonios. Algunos se apresuraron a demonizar a Quebracho considerándolo un remanente anacrónico y socialista de la desaparecida subversión setentista. De haber sido asi seguramente sus militantes habrían terminado vegetando en los circuitos testimoniales, en algunas asociaciones defensoras de los Derechos Humanos (del pasado). Pero no fue así, se trató de un hecho nuevo, que hundiendo sus raíces en rebeldías anteriores expresaba fenómenos contraculturales emergentes: broncas populares, rebeldías, rechazos más o menos significativos que se fueron extendiendo, multiplicando hasta llegar a la insurrección de 2001.
Jorge Beinstein, doctor en Ciencias Económicas de la Universidad de Franche Comté, en Besançon (Francia)[cita requerida]

## Historia del movimiento (1993-1999)
Entre los hechos donde Quebracho tuvo una destacada participación, cronológicamente pueden mencionarse la recuperación y el bautismo de la Casa de la Resistencia Nacional «Diana Esmeralda Teruggi», en noviembre de 1993. Dicha casa es una vivienda ubicada en La Plata, que permaneció intacta desde el 24 de noviembre de 1976, donde murieron en combate 7 militantes de la organización Montoneros
El 2 de marzo de 1994 protagonizó junto a Norma Plá, referente de los reclamos de jubilados durante el gobierno de Carlos Menem, la marcha número 100 de los jubilados en la Plaza de Mayo, que terminó siendo reprimida por la Policía Federal y que le valió a sus militantes las primeras persecuciones judiciales
En marzo de 1995 participó junto a Hebe de Bonafini y las Madres de Plaza de Mayo en el señalamiento de uno de los mayores centros clandestinos de detención existente durante la última dictadura militar: la ESMA (Escuela Superior de Mecánica de la Armada) por la cual se calcula que pasaron más de 5000 detenidos-desaparecidos.
El 31 de mayo de 1995, los frentes estudiantiles de la organización participaron del abrazo al Congreso y la toma de facultades que hizo fracasar el primer intento de sanción de la Ley de Educación Superior (LES). Entonces también fueron acusados por «incitación a la violencia»
También la organización estuvo presente en varias de las primeras puebladas que se iban produciendo en el interior de la Argentina, como el Ushuaiazo (en abril de 1995), o las manifestaciones populares de Córdoba que terminaron con la renuncia del gobernador Angeloz (en junio de 1995), lo cual alcanzó repercusión internacional
En 1996 inaugura la reivindicación de Mario Roberto Santucho, dirigente del Partido Revolucionario de los Trabajadores y de la organización guerrillera Ejército Revolucionario del Pueblo, en el mismo lugar de Villa Martelli (Barrio del Gran Buenos Aires), donde fuera abatido el 19 de julio de 1976.
En 1997 llevó adelante una campaña de repudio a la película Evita de Andrew Lloyd Weber, protagonizada por Madonna, que la organización consideraba «ofensiva y sin un tratamiento histórico serio».
En octubre de ese mismo año participó, junto a otras organizaciones políticas, de los hechos de repudio a la visita del presidente estadounidense de aquel entonces Bill Clinton.
También en marzo de 1999 repudió activamente la visita a la Argentina del entonces príncipe Carlos de Inglaterra, recibido por el entonces presidente Carlos Menem.

## Años 2000
En junio de 2000 fue parte de la movilización popular que hostigó la sede de Repsol YPF en Neuquén, cuando se prorrogó por diez años más el contrato de concesión del hidrocarburo.
En el año 2001 nace el movimiento piquetero CTD Aníbal Verón, en el cual el MPR Quebracho aportó decididamente a su construcción constituyéndose así en el Frente Territorial del movimiento.
En abril de 2001, Diego Quinteros y Carlos Bértola fueron apresados dando lugar a la creación de la Comisión de Solidaridad por la Libertad de Diego y Carlos (posteriormente esta comisión se transformó en la Coordinadora por la Libertad de los Presos Políticos, Frente Antirrepresivo del MPR Quebracho). El juicio oral y público de estos militantes se inició en el mes de octubre de 2002, pero con la solidaridad de diversos sectores políticos y sociales salieron de la Cárcel de Ezeiza el 13 de agosto de 2003.
El 19 y 20 de diciembre de 2001 la militancia del MPR Quebracho y la CTD Aníbal Verón participaron de los hechos de protesta ocurridos en Buenos Aires y uno de los muertos en la ocasión fue Carlos Petete Almirón, militante de la CTD Aníbal Verón.
El 6 de febrero de 2002, en un corte de ruta en el Jagüel (barrio del Gran Buenos Aires), Javier Barrionuevo (militante de la CTD Aníbal Verón) cayó asesinado por las balas de un puntero del Partido Justicialista.
El 26 de junio de 2002 se produce la Masacre del Puente Pueyrredón, donde fueron asesinados Darío Santillán y Maximiliano Kosteki. Ese día el MPR Quebracho y la CTD Aníbal Verón estuvieron presentes en el puente, junto a sus frentes estudiantiles, el M-31 y la FULP (Federación Universitaria de La Plata) conducida en ese entonces por el M-31.
En febrero de 2003 se inició el juicio a los militantes de Quebracho Fernando Esteche, Leonardo del Grosso, Guillermo Caviasca y Carlos Franca. Con el accionar de la Coordinadora por la Libertad de los Presos Políticos sumada la solidaridad de un amplio espectro de organizaciones sociales y políticas, numerosas organizaciones de Derechos Humanos, las Madres de Plaza de Mayo y personalidades populares como León Gieco, la mayoría de los militantes fueron absueltos de los cargos.
Durante el año 2004 la organización llevó adelante varias acciones como la inhibición del City Bank en febrero y las ocupaciones simultáneas del Bank Boston y del City Bank en marzo de ese mismo año en repudio al pago de la deuda externa. Pero la acción más relevante fue la ocupación en junio de la Plaza de Armas del Edificio Libertador (Sede del Ejército, del Estado Mayor Conjunto y del Ministerio de Defensa) en repudio al envío de tropas argentinas a la invasión de Haití. En conjunto con otras organizaciones populares protagonizó la manifestación de repudio a la presencia del titular del FMI, Rodrigo de Rato, en la Plaza de Mayo frente al Ministerio de Economía, el 31 de agosto. Esa movilización terminó con más de 100 detenidos.
En 2007, a raíz del asesinato del maestro neuquino Carlos Fuentealba el MPR Quebracho realizó un escrache al local de campaña de Jorge Sobisch (ubicado en la Capital Federal), en aquel entonces Gobernador de la Provincia de Neuquén y sindicado como el responsable político e intelectual del asesinato del maestro. Por dicha acción Fernando Esteche y Raul Lescano - miembros de la Dirección Nacional del Movimiento- se encuentran detenidos en el penal de Ezeiza condenados por cargos políticos. Sus condenas alcanzan los 3 años y 8 meses de prisión. Asimismo Fernando Esteche se encuentra también procesado por el escrache al titular del FMI en 2004 y por una movilización a la Embajada de Irán en el 2006.

## Años 2010
Bajo la consigna de «Patria o saqueo», encabezaron la construcción de un programa nacional en defensa de la soberanía. En ese marco, realizaron repudios a la entrega de bienes comunes (recursos naturales) entre los que se destacaron «escraches» a Repsol (empresa a cargo de YPF, hidracarburos nacionales); y señalamientos y actos de boicot contra capitales ingleses en repudio del coloniaje sobre las Islas Malvinas - y en respaldo de la denominada Ley Gaucho Rivero-, por ejemplo contra los laboratorios Glaxo, la banca HSBC y la Cámara de Comercio Argentino-Británica. En el año 2013, realizaron actos de repudio contra el acuerdo de YPF con la petrolera estadounidense Chevron.
También militantes de Quebracho participan desde su fundación de la Unión de Asambleas Ciudadanas (UAC), un espacio de intercambio, discusión y acción conformado por asambleas, grupos de vecinos autoconvocados, organizaciones autónomas no partidarias ni vinculadas al aparato estatal y ciudadanos en general reunidos en defensa de los bienes comunes, la salud y la autodeterminación de los pueblos, seriamente amenazados por el saqueo y la contaminación que el avance de diferentes emprendimientos económicos van dejando o pretenden dejar a su paso y que actualmente es un espacio de referencia en la lucha contra la megamineria contaminante.
Durante el 2012 hicieron campañas contra el Reino Unido por la soberanía argentina sobre Malvinas, con el apoyo de otras organizaciones de izquierda incluyendo a los clanesteros quienes suelen estar distanciados, protestaron y tomaron momentáneamente un barco británico en Uruguay que presuntamente se dirigía a las Islas Malvinas.
En la lucha por la unión de los pueblos del continente americano, Quebracho participó en el arribo a Argentina en 2009 del presidente del Estado Plurinacional de Bolivia Evo Morales, de los presidentes de la República Bolivariana de Venezuela Hugo Chávez (2011) y Nicolás Maduro (2013) y del mandatario de Ecuador, Rafael Correa (2012).

## Condena y cárcel contra Esteche y Lescano

### Asesinato de Fuentealba, repudio y persecución
En abril del 2007, por orden del gobernador de la provincia de Neuquén, Jorge Sobisch, se reprimió una protesta de docentes. Frente a ello, los maestros decidieron salir a cortar la ruta, en reclamo de mejoras salariales. Fueron desalojados por las fuerzas de seguridad y falleció el docente Carlos Fuentealba consecuencia de un impacto de cartucho de gas.
De inmediato, se lanzaron protestas en todo el país, entre ellas, en pleno feriado de Semana Santa, con una ciudad vacía, un grupo de organizaciones populares, entre ellas el M.P.R. Quebracho, marcharon a la Casa de la Provincia de Neuquén en la Ciudad de Buenos Aires. Como las fuerzas de seguridad lo impidieron, se dirigieron hacia una sede del partido político del por entonces candidato a presidente, Jorge Sobisch, a pocas cuadras de allí, donde se realizó un «escrache», rompieron el acceso al local y causaron destrozos en su interior.
La policía hizo 13 detenciones en el lugar y otras 3 en el local político de Quebracho. 9 de ellos permanecieron detenidos 15 días, otros 2 permanecieron dos meses detenidos y Fernando Esteche y Raúl Lescano, seis meses, recuperando su libertad tras una intensa huelga de hambre de 43 días.

### Juicio y condena contra Esteche y Lescano
En 2010, luego de un juicio, ocho integrantes de Quebracho fueron condenados por el delito común de daño: seis de ellos recibieron condenas a tres años de prisión en suspenso.
Lescano fue condenado a 3 años y 6 meses de prisión y Esteche a 3 años y 8 meses de prisión por la «autoría intelectual» de los incendios y daños en locales partidarios.
La condena fue apelada, llegando hasta al Corte Suprema de Justicia Argentina, quienes ratificaron lo resuelto por el Tribunal que los condenó.

### Detención y apoyo popular
El martes 3 de diciembre de 2013 Fernando Esteche y Raúl Boli Lescano (quien inició su militancia política en los años setenta en los movimientos revolucionarios de la época) fueron detenidos y encarcelados, luego de casi 7 años de realizar diferentes actividades para lograr consolidar el mayo caudal de solidaridad, «pasando por el aislamiento político, la cárcel y la huelga de hambre en 2007, el juicio fugaz de 2010, la apelación denegada en Casación, y el pedido de Recurso de Queja a Corte Suprema de Justicia en diciembre de 2012», indicaron desde el movimiento.
Hacia fines de 2013 desde Quebracho presionaron con diversas actividades callejeras de propaganda, incluso dentro del propio edificio de Tribunales de Lavalle donde funciona la Corte Suprema de Justicia, para que ese máximo tribunal resolviese el pedido de queja presentado 12 meses antes, donde solicitaban revisar las condenas contra Esteche y Lescano, por considerar que «jugaban con su libertad».
Luego de que el Tribunal Oral Federal N° 3 dictara la detención de los secretarios políticos de la organización, en la ciudad argentina de La Plata -a 
56 kilómetros de Capital Federal- se consolidó lo que Quebracho denominó "un escenario de unidad popular en repudio de las condenas contra los militantes de Quebracho", cuando decenas de organizaciones se congregaron en la Faculta de Periodismo y Comunicación Social de la UNLP. En aquella ocasión lograron un "amplio abanico político que acompañó a los dirigentes y que expresó una contundente solidaridad, y dio cuenta de la ineficacia de los amedrentamientos de la corporación judicial".[cita requerida]
El abanico de organizaciones iba desde el PTS (de Cristian Castillo), el MST de Vilma Ripoll y Nuevo MAS, hasta organizaciones kirchneristas como el MILES de Luis D´Elía, la Tupac Amaru, de Milagro Sala, o el Movimiento Evita; pasando por autoridades académicas como Florencia Saintout, el vicegobernador de la provincia de Buenos Aires, Gabriel Marioto; organizaciones políticas y sociales como la Organización Social y Política Los Pibes, el Movimiento Teresa Rodríguez (de Roberto Martino), la OLP de Roberto Perdía, Marea Popular (hoy Patria Grande), el Movimiento Resistencia Malvinas (de excombatientes), la CTD Aníval Verón, Marcha Patriótica (Colombia); la Federación Universitaria de La Plata, su presidencia y vicepresidencia así como casi todos los centros de estudiantes de las 17 unidades académicas de esa casa de estudios, el Movimiento Estudiantil Liberación; o individualidades como Néstor Kohan (Cátedra Che Guevara), Norberto Karasiewicz (Operativo Cóndor), Alberto Santillán (padre de Darío Santillán), Barricada Tv, Resumen Latinoamericano, entre otros.
Mientras tanto, Raúl Boli Lescano estaba internado en una clínica de la localidad bonaerense de Ensenada, a la espera de una intervención quirúrgica por un cuadro de salud, de estado reservado. Luego, fue trasladado junto con Esteche al Penal de Ezeiza, en donde cumplieron parte de la condena de casi cuatro años.

La detención se hizo efectiva, porque no nos escapamos, no nos clandestinizamos. Porque Esteche y Lescano son dirigentes populares públicos, dirigentes e integrantes de una organización legal, reconocidos por su militancia histórica. Por eso, una masiva movilización manifestó su repudio ferviente al accionar de la justicia argentina que condena la militancia popular a la vez que otorga impunidad para otros, los poderosos, como el exgobernador de Neuquén, Jorge Sobisch.
Quebracho

### Campaña por el indulto
Seguido a la detención, desde Quebracho iniciaron la Campaña por el Indulto, en alusión al recurso que sólo el líder del Ejecutivo Nacional, Mauricio Macri, puede efectivizar: la extinción de la responsabilidad penal a los supuestos presos políticos. En ese marco, desplegaron junto con decenas de organizaciones populares actividades políticas de difusión de la condena «infame» y en construcción de adhesión al indulto.

## El uso del palo y la capucha
Si bien el uso del palo y la capucha por parte de movimientos piqueteros y organizaciones políticas en sus movilizaciones callejeras no ha sido inventado por Quebracho, esta organización se ha caracterizado por el uso sostenido en el tiempo de dicho elementos polémicos que ellos mismo denominan autodefensas o conocidos también como cordones de seguridad. Según sus propias argumentaciones políticas y teóricas, el uso del palo y la capucha o formaciones de autodefensa radica en que:

La violencia, tanto material como simbólica, es uno de los recursos fundamentales en la disputa de un orden social entendido como una construcción histórica atravesada por asimetrías fundantes. Y a tal punto es fundamental el recurso de la violencia para el mantenimiento de este orden, que su monopolización es lo que define al Estado desde Hobbes en adelante. En ese sentido, proponemos pensar a las formaciones defensivas piqueteras, o a la violencia simbólica que éstas disputan, en el marco de la contienda por las denominaciones hegemónicas de orden y resistencia. Lo que es y no violento, la fuerza que es y no legítima, es una definición atravesada por multiplicidad de tensiones y está más relacionado con la cuestión del poder que a la etimología de la palabra. Entre la violencia considerada como legítima y la considerada como ilegítima media el proceso de construcción de un orden social, siempre inestable, en el que los individuos, grupos y clases sociales se reconocen mutuamente y disputan su lugar dentro de la sociedad. Sin lugar a dudas, es sumamente violento ver a una marea de pobres, que estaban excluidos de todo, incluso de ser vistos por el resto de la sociedad, salir del silencio y tomar las calles, pretendiendo revertir el espacio social que la estructura les había preservado. Y esta violencia permite suponer la subyacencia de un temor a lo plebeyo, a la irrupción política y a la configuración de un litigio que evidencia un orden dislocado, abriendo la potencialidad de encontrar a partir de la acción subalterna los puntos de sutura en un proyecto que dispute lo hegemónico. Este temor, parece ser lo que se expresa en la impugnación permanente del piqueterismo como actor válido políticamente hablando. La apelación a la legitimidad exclusiva de los procedimientos institucionales es la forma más recurrente para reafirmar la idea que lo excluido del sistema debe no ser incluido a través de su propia expresividad
M.P.R. Quebracho[cita requerida]

En algunos casos además del uso de palos se presentan con otras armas como nunchaku, bombas molotov y caños de plomería que para algunas fuentes como el sitio Seprin son armas de fuego de fabricación casera, aunque esta afirmación nunca pudo ser corroborada.
La organización Quebracho ha acusado a Israel de ser un estado terrorista (lo que significa que no lo reconocen como tal). Esto ha llevado al movimiento a tomar medidas violentas como esperar con garrotes a un grupo de manifestantes pro-Israel que se movilizaban a la embajada Iraní.

## La violencia
De acuerdo a la relevancia que Quebracho le da a la calle como terreno de la disputa y la acción política, la organización ha llevado a cabo a lo largo de su existencia diferentes políticas de acción directa a través de escraches. Quebracho minimiza la importancia de los incidentes violentos, y sostiene que la auténtica violencia se encuentra en las situaciones sociales precarias.